# Wim Sels
Wim Sels (né le 5 septembre 1967 à Malines,) est un coureur cycliste belge, actif dans les années 1980 et 1990.

## Biographie
En 1986, Wim Sels devient vice-champion de Belgique dans la catégorie des juniors (moins de 19 ans). Il remporte ensuite le classement général du Tour de Namur en 1989, ou encore le Tour des Flandres amateurs en 1990. Grâce à ses performances, il passe professionnel en 1991 au sein de l'équipe Histor-Sigma, après y avoir été stagiaire. 
En 1992, il évolue sous les couleurs de la formation Tulip Computers. Actif dans des kermesses, il se classe troisième du Grand Prix Paul Borremans et sixième du Tour du Limbourg. Il termine également neuvième de la Clásica de Sabiñánigo. Malgré ces résultats, il n'est pas prolongé par ses dirigeants. Wim Sels redescend alors chez les amateurs, où il continue sa carrière jusqu'à la fin des années 1990.

## Palmarès
- 1986
  - Ledegem-Kemmel-Ledegem
  - 2e du championnat de Belgique sur route juniors
  - 3e du championnat de la province d'Anvers sur route juniors
- 1987
  - 7e étape du Tour de Belgique amateurs
- 1988
  - 3e et 5e étapes du Tour de Namur
- 1989
  - Tour de Namur
  - Arden Challenge
- 1990
  - Coupe Marcel Indekeu
  - Tour des Flandres amateurs
  - 3e étape du Tour de Belgique amateurs
  - 3e de Bruxelles-Zepperen
  - 3e du Tour de Flandre-Occidentale
- 1994
  - Gouden Pijl
- 1995
  - 3e de la Flèche du port d'Anvers
- 1997
  - 4e étape du Tour de la province d'Anvers
- 1999
  - 2eb étape du Tour du Faso